# 정명희 (1966년)
정명희(鄭明姬, 1966년 5월 2일~)는 대한민국의 정치인이다. 제17대 부산 북구청장(2018. 7.~2022. 6.)을 지냈다. 경상북도 경주시 출생이다.

## 학력
- 1981 진해여자중학교 졸업
- 1981~1984 진해여자고등학교 졸업
- 1984~1988 부산대학교 제약학 학사

## 경력
- 2010~2013: 부산광역시약사회 학술경영이사
- 2014. 7.~2018. 3. 제7대 부산광역시의회 의원(민선 6기, 비례대표, 새정치민주연합→더불어민주당, 초선)
- 2018. 7.~2022. 6. 제17대 부산광역시 북구청장(민선 7기, 더불어민주당, 초선)
- 2024. 5.~ 더불어민주당 부산광역시당 북구 을 지역위원회 위원장

## 역대 선거 결과
|  | 32.84% |

|  | 56.50% |

|  | 42.96% |

|  | 47.43% |

| 전임 황재관 | 제17대 부산광역시 북구청장(민선) 2018년 7월 1일~2022년 6월 30일 | 후임 오태원 |